# Polynoe gracilis
Polynoe gracilis är en ringmaskart som först beskrevs av Addison Emery Verrill 1874.  Polynoe gracilis ingår i släktet Polynoe och familjen Polynoidae. Inga underarter finns listade i Catalogue of Life.